# Quyền LGBT ở Quần đảo Turks và Caicos
Quyền đồng tính nữ, đồng tính nam, song tính và chuyển giới ở Quần đảo Turks và Caicos của Lãnh thổ hải ngoại của Anh đối mặt với những thách thức pháp lý mà những người không phải là LGBT không gặp phải. Hoạt động tình dục đồng giới đã được hợp pháp tại Quần đảo Turks và Caicos từ năm 2001, và phân biệt đối xử dựa trên xu hướng tính dục bị cấm theo hiến pháp. Tuy nhiên, các cặp đồng giới không thể kết hôn hoặc cùng nhận nuôi.

## Công nhận mối quan hệ đồng giới
Quần đảo Turks và Caicos không công nhận các hiệp hội đồng giới. Hôn nhân đồng giới bị cấm theo hiến pháp như Điều 10 của Hiến pháp đọc:
Mọi người đàn ông và phụ nữ chưa kết hôn ở độ tuổi kết hôn (được xác định bởi hoặc theo bất kỳ luật nào) có quyền kết hôn với một người khác giới và tìm thấy một gia đình.

## Bảng tóm tắt
| Hoạt động tình dục đồng giới hợp pháp                                                                                       | (Từ năm 2001)                               |
| Độ tuổi đồng ý | (Từ năm 2001)                               |
| Luật chống phân biệt đối xử trong việc làm                                                                                  | (Từ năm 2011)                               |
| Luật chống phân biệt đối xử trong việc cung cấp hàng hóa và dịch vụ                                                         | (Từ năm 2011)                               |
| Luật chống phân biệt đối xử trong tất cả các lĩnh vực khác (bao gồm phân biệt đối xử gián tiếp, ngôn từ kích động thù địch) | (Từ năm 2011)                               |
| Hôn nhân đồng giới | (Hiến pháp cấm từ năm 2011)                 |
| Công nhận các cặp đồng giới                                                                                                 | No                                          |
| Con nuôi của các cặp vợ chồng đồng giới                                                                                     | No                                          |
| Con nuôi chung của các cặp đồng giới                                                                                        | No                                          |
| Người LGBT được phép phục vụ công khai trong quân đội                                                                       | (Anh chịu trách nhiệm quốc phòng)           |
| Quyền thay đổi giới tính hợp pháp                                                                                           | No                                          |
| Truy cập IVF cho đồng tính nữ                                                                                               | No                                          |
| Mang thai hộ thương mại cho các cặp đồng tính nam                                                                           | (Cấm cho các cặp vợ chồng dị tính cũng vậy) |
| NQHN được phép hiến máu | No                                          |